# Pleurosicya australis
Pleurosicya australis és una espècie de peix de la família dels gòbids i de l'ordre dels cipriniformes que es troba a la Polinèsia Francesa.